# Mesopolobus mediterraneus
Mesopolobus mediterraneus är en stekelart som först beskrevs av Mayr 1903.  Mesopolobus mediterraneus ingår i släktet Mesopolobus och familjen puppglanssteklar. Arten är reproducerande i Sverige. Inga underarter finns listade i Catalogue of Life.